# Estación de Sendero (Metrorrey)
La estación Sendero (también conocida como Metro Sendero) es una estación del Metro de Monterrey. Se ubica en General Escobedo y es la terminal norte de la línea 2. La estación fue abierta al público el 1 de octubre de 2008.
Esta estación es una estación multimodal de la línea, ya que sirve de enlace de TransMetro y a diversas rutas de transporte urbano que brindan servicio a los municipios de: Abasolo, Mina, El Carmen, Ciénega de Flores y Zuazua, NL.
El icono de esta estación es representado por la escultura de Felipe Mier Arriaga, Eduardo Cruz y Oscar Barri. "El Engrane" localizada en los límites de los municipios de Escobedo y San Nicolás de los Garza NL.
Permaneció cerrada desde la noche del 5 de diciembre de 2022, esto derivado de la clausura del tramo elevado de la línea 2 tras encontrar diversos daños estructurales en los capiteles del mismo. El servicio fue reanudado el 11 de noviembre de 2023 a la 1 de la tarde en el evento de reapertura del tramo entre las estaciones Anáhuac y Sendero.

## Conexión al TransMetro
La estación enlaza con 5 rutas de TransMetro:
- San Nicolás - Apodaca: Recorre las avenidas Sendero Divisorio, Jorge González Camarena y Afganistán, cruzando los municipios de Escobedo, San Nicolás y Apodaca, terminando en la zona de La Cienéguita y Metroplex en el municipio antes mencionado.
- Monterreal: Recorre las avenidas Benito Juárez y Paseo de la Amistad en el municipio de Escobedo, es la ruta más corta de la estación.
- Casco - Pedregal: Inicia por la Av. Las Torres, continúa por esta hasta girar por la Av. Raúl Caballero Escamilla, tras tomar esta última entra al centro de Escobedo y continúa recorriendo este mediante la calle Abasolo hasta salir del mismo, posteriormente, continúa por Av. Las Torres hasta la calle Titanio, una vez en este punto continúa por la última hasta la Av. Santiago Roel llegando a la colonia Pedregal del Topo Chico donde finaliza su recorrido.
- Metroplex: Inicia en la Carretera a Colombia para incorporarse a Av. Concordia, continúa por esta última hasta la calle E Sexta, posteriormente toma la calle Diego Diaz de Berlanga hasta la Av. Estelaris en la zona de Cosmopolis, continúa por Av. Gasoducto para llegar a la colonia Portal de Santa Rosa vía Av. Hacienda Santa Irma, después toma la Av. Real de Santa Rosa hasta la calle Río Pesquería, corre por esta última hasta su retorno en el fin de la misma.
- Fernando Amilpa: Comienza en el cruce de las calles López Mateos y Jardines de la Primavera en la colonia Jardines de Monterrey, después recorre las calles Gral. Manuel M. Dieguez y Balcones del Norte para reintegrarse a la calle López Mateos, posteriormente se integra a la Carretera Monterrey - Nuevo Laredo hasta incorporarse a la Av. Concordia para tomar la Carretera a Colombia hasta la estación Sendero. De regreso el recorrido parte por las mismas avenidas, sin embargo entra a la colonia Fernando Amilpa por la calle Guayaba, se incorpora a la calle de las Frutas hasta tomar la calle Naranja, después toma las calles Blas Chumacero y Madero para llegar a la calle Verdura y mediante la calle Champiñón se integra a la calle Chayote para llegar a la calle López Mateos hasta el final de su recorrido el cual es su punto inicial.